# Gravitationsenergie
Die Gravitationsenergie ist in der Astrophysik die Bezeichnung für die potentielle Energie, die bei der Kontraktion von Himmelskörpern frei wird. Sie ist neben der Kernfusion die Quelle für hochenergetische Strahlung von Sternen und Galaxien. Für leichte oder sehr ausgedehnte Himmelskörper spielt sie nur eine marginale Rolle.

## Abschätzung
Nach dem Newtonschen Gravitationsgesetz liegt die Gravitationsenergie in der Größenordnung von:
(1) {\displaystyle E_{\mathrm {G} }\sim {\frac {GM^{2}}{R}}}
mit:
G: Gravitationskonstante,
M: Gesamtmasse
R: charakteristischer Radius des kollabierten Systems
Wenn eine sehr weiträumig ausgedehnte Gaswolke zu einem Stern mit den Ausmaßen der Sonne kontrahiert, steht eine Energie von ca. 1041 J zur Verfügung. Teilweise heizt sie den Körper auf, teilweise wird sie als thermische Energie und über Neutrinos abgestrahlt.
Zum Vergleich:
- Ein Knallgasgemisch der Masse der Sonne produziert eine Energie von ca. 1033 J.
- Das Heliumbrennen der Sonne liefert eine Energie von 1045 J.
- Die Rotationsenergie eines schnellrotierenden Neutronensterns liegt in der Größenordnung von 1040 J.

## Homogene Vollkugel
Für den wichtigen Fall einer homogenen Vollkugel berechnet sich die Gravitationsenergie zu
{\displaystyle E_{\mathrm {G} }={\frac {3GM^{2}}{5R}}}
(ausführliche Rechnung siehe Artikel Bindungsenergie)

## Beobachtungen
Transportprozesse, die für die Aufrechterhaltung einer Kernfusion erforderlich sind, begrenzen in Sternen die maximale Strahlungsleistung. Viele astronomische Beobachtungen können deshalb über diesen Reaktionsprozess nicht erklärt werden.
Ein Sternkollaps eines sonnenähnlichen Gebildes zu einem Neutronenstern verringert den Radius auf 16 km. Gemäß der groben Abschätzung (1) wird dabei innerhalb kurzer Zeit eine Energie in der Größenordnung von 1046 J abgestrahlt.
Durch die Freisetzung von Gravitationsenergie lässt sich das Aufleuchten von Supernovae oder Gammablitzen erklären, ebenso die hohe Strahlungsleistung von aktiven galaktischen Kernen.
Die Akkretion beruht auf dem gleichen Effekt. Beispielsweise beziehen Röntgendoppelsterne die Energie aus der Kontraktion einer Materiewolke um einen Neutronenstern.